# Saint-Sauveur-de-Flée
Saint-Sauveur-de-Flée là một xã thuộc tỉnh Maine-et-Loire trong vùng Pays de la Loire phía tây nước Pháp. Xã này nằm ở khu vực có độ cao trung bình 80 mét trên mực nước biển.